# Elezioni presidenziali in Austria del 1971
Le elezioni presidenziali in Austria del 1971 si tennero il 25 aprile. Fu rieletto Presidente Franz Jonas, sostenuto dal Partito Socialista d'Austria.

## Risultati
| Franz Jonas     | Partito Socialista d'Austria | 2 487 239 | 52,78 |  |  |  |  |  |
| Kurt Waldheim   | Partito Popolare Austriaco   | 2 224 809 | 47,22 |  |  |  |  |  |
| Totale          | Totale                       | 4 712 048 | 100   |  |  |  |  |  |
|                 |                              |           |       |  |  |  |  |  |
| Voti non validi | Voti non validi              | 75 658    | 1,58  |  |  |  |  |  |
| Votanti         | Votanti                      | 4 787 706 |       |  |  |  |  |  |